# Hernando Arias de Saavedra (conquistador)
Hernando Arias de Saavedra (La Haba, Badajoz, 1527 – Mendoza, 1586) fue un conquistador y administrador colonial español.
Nació en la comarca extremeña de La Serena, hijo de Diego Arias y Juana Martín Moreno, originarios de esa misma villa. 
Acuciado entonces por las diversas necesidades de su entorno ruralista y estimulado por los nuevos acontecimientos socio-económicos que en aquellos momentos ofrecía la panacea del Nuevo Mundo, decide probar fortuna y, empujado por su carácter aventurero, o por las carencias esenciales que padecía, decide cambiar de ambiente y en 1557 pasaba a Chile en la expedición del gobernador García Hurtado de Mendoza cuando este aristócrata era nombrado capitán general y gobernador de Chile.
Ya en contacto con el nuevo medio que ha buscado, y después de una afinada adaptación para conocer el escenario geográfico de su nuevo entorno, además de las características humanas, dificultades ambientales y  adaptabilidades costumbristas que se le planteaban en aquellos territorios mundonovismo participa en varias expediciones de pacificación y conquista con el capitán Jerónimo de Villegas en la comarca chilena de Concepción, y una vez conocedor del ambiente, en 1561 decididamente se incorporaba a la jornada exploradora y conquistadora del territorio indígena de la actual región argentina de Cuyo.

## Expedición fundadora
Después de estas experiencias tangibles en los predios novomundista, se autoconvence de que tiene capacidad rastreadora y se estimula para afrontar nuevos desafíos exploradores y conquistadores, y decididamente se integraba a la expedición que comandaba el capitán Pedro de Castillo, para examinar los recursos naturales y las posibilidades económicas y pobladoras a desarrollar en la comarca andino-argentina que, en aquel viaje, exploraban para fundar la ciudad de Mendoza (a la cual dieron este nombre en honor al gobernador), y la cual se materializaba, entre tormentas de arena y copiosos aguaceros, cuando andaban por el terreno virgen de aquella comarca. El 2 de marzo de 1561, fundaban la ciudad de Mendoza dependiendo entonces de la Capitanía General de Chile.
Pero como Arias de Saavedra se conoce que era inquieto y tenía predilección por la aventura castrense y la acción nómada, después de materializar el asiento andino, no duró mucho tiempo en la recién fundada ciudad de Mendoza, porque al año siguiente, cuando la expedición del capitán Juan Jufré pasaba por allí para conformar el poblamiento de otros lugares, dejó el tedioso sosiego, tomó sus armas y se unió a la empresa exploradora para ir a fundar la ciudad argentina de San Juan de la Frontera, donde también recibiría encomiendas y se quedaría durante algunos años como fundador y vecino.

## Su trayectoria activa
El tal Hernando Arias de Saavedra, y como personaje destacado, figura su rúbrica en la lista de los soldados que el 13 de junio de 1562 firmaron el acta de fundación de la ciudad de San Juan (actualmente territorio argentino), puesto que su nombre aparece en el documento levantado por el escribano de aquella expedición pobladora, el soldado Tomás Núñez. 
Por las notas biográfica que se tienen de este protagonista, se conoce que Arias de Saavedra estaba en Concepción (Chile) en 1575, posteriormente volvía a la ciudad de Mendoza, puesto que además de alcanzar el grado de capitán de milicias, era nombrado alcalde ordinario de la ciudad mendocina en 1581 y lugarteniente de capitán general y justicia mayor de la región de Cuyo en 1583.
Se conoce que sus últimos años los pasó en la ciudad de Mendoza, ya que estando su mujer en Santiago de Chile, Hernando Arias de Saavedra fallecía en Mendoza en 1586, después de nombrar a sus albaceas, un tal Alonso de Reinoso y un tal Francisco Sáez de Mena, quienes eran vecinos de la ciudad mendocina.